# Liste der denkmalgeschützten Objekte in Klagenfurt am Wörthersee-Lendorf
Die Liste der denkmalgeschützten Objekte in Klagenfurt am Wörthersee-Lendorf enthält die 4 denkmalgeschützten, unbeweglichen Objekte der Katastralgemeinde Lendorf der Gemeinde Klagenfurt am Wörthersee.

## Denkmäler
| Foto |                 | Denkmal                                                                               | Standort                                         | Beschreibung | Metadaten |
| ---- | --------------- | ------------------------------------------------------------------------------------- | ------------------------------------------------ | --- | --- |
| ja   | Datei hochladen | Kath. Filialkirche hl. Jakob der Ältere und Friedhof HERIS-ID: 57824 Objekt-ID: 68122 | bei Feldkirchner Straße 311 Standort KG: Lendorf | Die romanische Chorturmkirche mit kurzem Schiff hat einen viergeschoßigen Turm mit Lichtscharten und romanischen Fenstern, eine halbkreisförmige Apsis mit gotischen Fenstern und ein gotisches Westportal. Eingemauert sind römerzeitliche Relief- und Grabsteine und – über der Apsis – ein vermutlich mittelalterlicher Steinkopf. Die barocken Altäre stammen von 1670 bis 1700. Bemerkenswert ist der spätbarocke Tabernakel mit intarsierter Oberfläche. | BDA-Hist.: Q38078890 Status: § 2a Stand der BDA-Liste: 2025-06-30 Name: Kath. Filialkirche hl. Jakob der Ältere und Friedhof GstNr.: .9 Filialkirche hl. Jakob der Ältere, Lendorf bei Klagenfurt |
| ja   | Datei hochladen | Bauernhaus, Tofitsch-Haus HERIS-ID: 35790 Objekt-ID: 34589                            | Feldkirchner Straße 314 Standort KG: Lendorf     | Das ehemalige Rauchküchenhaus wurde um 1800 unter Einbeziehung eines barocken Mauerspeichers als schlichter eingeschoßiger sechsachsiger Bau mit hohem Walmdach errichtet. | BDA-Hist.: Q37967116 Status: Bescheid Stand der BDA-Liste: 2025-06-30 Name: Bauernhaus, Tofitsch-Haus GstNr.: 7                                                                                   |
| ja   | Datei hochladen | Kath. Filialkirche hl. Andreas und Friedhof HERIS-ID: 57825 Objekt-ID: 68123          | Hallegger Straße 222 Standort KG: Lendorf        | Die kleine steinplattlgedeckte Kirche mit romanischem Kern hat einen gotischen Westturm mit Schießscharten, einen gotischen Chor mit 5/8-Schluss und eine offene Vorhalle. Bemerkenswert ist die bemalte gotische Mensa. Der Hochaltar stammt von 1680, die Seitenaltäre mit Laubbandlwerk von 1720. | BDA-Hist.: Q38078899 Status: § 2a Stand der BDA-Liste: 2025-06-30 Name: Kath. Filialkirche hl. Andreas und Friedhof GstNr.: .46 Filialkirche hl. Andreas, Seltenheim (Klagenfurt)                 |
| ja   | Datei hochladen | Schloss Seltenheim HERIS-ID: 46401 Objekt-ID: 48387                                   | Schloß Seltenheim 1 Standort KG: Lendorf         | Das Schloss ist ein zweigeschoßiger Bau um einen unregelmäßigen Innenhof. Im 18. Jahrhundert verfallen, wurde es um 1850 nach dem Vorbild eines Stichs von Valvasor von 1688 wiedererrichtet, unter Einbeziehung älterer Bausubstanz sowie der 1667 errichteten Schlosskapelle, in der sich ein bemerkenswerter Hochaltar befindet. | BDA-Hist.: Q2243506 Status: Bescheid Stand der BDA-Liste: 2025-06-30 Name: Schloss Seltenheim GstNr.: 344/2, 344/3 Schloss Seltenheim                                                             |